# Хоїни (Люблінське воєводство)
Хоїни (пол. Choiny) — село в Польщі, у гміні Рибчевиці Свідницького повіту Люблінського воєводства.
Населення — 109 осіб (2011).

## Демографія
Демографічна структура станом на 31 березня 2011 року:
|          | Загалом | Допрацездатний вік | Працездатний вік | Постпрацездатний вік |
| -------- | ------- | ------------------ | ---------------- | -------------------- |
| Чоловіки | 54      | 8                  | 38               | 8                    |
| Жінки    | 55      | 14                 | 24               | 17                   |
| Разом    | 109     | 22                 | 62               | 25                   |